# La Part des anges (téléfilm)
Pour les articles homonymes, voir La Part des Anges.

La Part des anges est un téléfilm français réalisé par Sylvain Monod et diffusé pour la première fois le 17 septembre 2011 sur France 3.

## Synopsis
Émile Elbeuf (Rufus) doit se résoudre à vendre sa ferme. Un braqueur grièvement blessé surgit chez lui, rappelant l'arrivée de Gérard Depardieu chez Yves Montand dans Le choix des armes (1981). Émile trouve le bandit mort au petit matin et, ayant appris que ce dernier a enterré le magot dans un champ avoisinant, il ne pense plus qu'à récupérer cet argent tombé du ciel pour payer ses dettes et ne pas devoir vendre sa ferme.
Malheureusement pour lui, les complices du braqueur veulent aussi récupérer le trésor enterré, tout comme la gendarmerie.
Pour ajouter quelques difficultés dans les recherches, son fils Alexandre (Fabio Zenoni) vient l'aider à déménager, suivi d’Éloïse (Constance Dollé), la nouvelle propriétaire de la ferme. 

## Fiche technique
- Scénario : Alexandra Bienvenu et Nicolas Tackian
- Pays :  France
- Durée : 89 minutes

## Distribution
- Rufus : Émile
- Constance Dollé : Éloïse
- Fabio Zenoni : Alexandre
- Blanche Gardin : Bouboule
- Fabrice Carlier : Ivan Hortez
- Pierre-Yves Kiebbe : Le gendarme Minerve
- Francis Renaud : Max Braqueur
- Pierre-Alain Chapuis : Le notaire
- Olivier Saladin : Le père Francis

## Récompense
- Festival de la fiction TV de La Rochelle 2011 : Meilleure interprétation masculine pour Rufus[1].